# ルドルフ・ロッカー

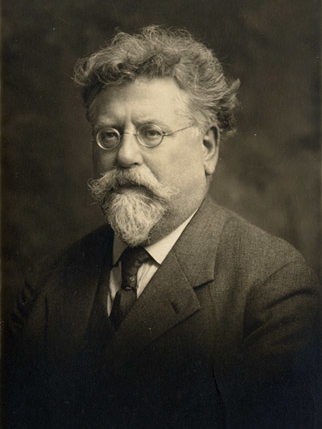
ルドルフ・ロッカー

ルドルフ・ロッカー（Rudolf Rocker, 1873年3月25日 - 1958年9月19日）は、アナルコ・サンディカリストの作家、歴史家でありアナーキズムの活動家。

## 経歴
ルドルフ・ロッカーは1873年のドイツのマインツに生まれた。おじの影響のもとで、青年期に社会主義者になり、社会民主党に入党する。しかし党は彼にはあまりに教条的に見え、対立していた新左翼系の政党「青年たち」（Die Jungen）を支持したことで、1890年に党から除名される。1891年にはじめてアナーキズムの思想に出会う。

### ホワイトチャペル
ロッカーは1892年に政治活動に手を染め始め、1893年にはドイツからの亡命を余儀なくされる。彼はまずパリに亡命し、1895年までそこに留まり、その後ロンドンのホワイトチャペル地区に移住する。彼はユダヤ系の血筋ではなかったが、ホワイトチャペルのユダヤ人共同体のなかで生活し、そこで終生の伴侶ミリー・ウィトコップ(1877-1953)と出会う。ロッカーはホワイトチャペルのアナーキストの政治運動にますます深くのめり込んでゆき、著名なロシアのアナーキスト理論家であるピョートル・クロポトキンの知遇を得るにいたる。ロッカーはロンドンのイーストエンドに住むユダヤ系移民労働者たちを組織することに全力を傾けた。そのため彼は「アナーキストのラビ」として知られてもいる。
ロッカーはイディッシュ語新聞『自由な世界』(Dos Fraye Vort)に執筆し始めるが、当時はまだイディッシュ語ができなかった。彼はまずドイツ語で書き、他の人がそれをイディッシュ語に訳した。ロッカーは新聞で働くうちに、イディッシュ語を習得していった。
のちにロッカーは新聞『労働者の自由』(Arbayter Fraynd)を編集し、理論誌『萌芽』（Germinal）にも少しの間だが編集に携わる。『労働者の自由』は、1902年にホワイトチャペルで結成されたユダヤ系アナーキスト連盟の機関紙となる。ロッカーは1907年にアムステルダムにある国際アナーキスト会議に連盟を代表して出席した。さらに彼は1912年にロンドンの衣料品労働者たちのストライキを先導した。

### ドイツへの帰還
ロッカーは第一次世界大戦において、同盟国と協商国のいずれの陣営にも肩入れせず、1914年に敵国人として収容され、『労働者の自由』新聞は差し押さえられた。イギリスにおけるユダヤ系アナーキストの運動はこのときの攻撃によって、二度と立ち直ることができないまで粉砕されてしまった。
1918年にロッカーはイギリスからオランダに強制送還され、結局ドイツへ帰国することになる。彼はドイツにおける国際的なアナルコ・サンディカリスト運動の主要人物になり、1922年にベルリンで国際会議を組織する手助けをし、それが国際労働組合（IWA）の結成を導いた。ロッカーは1917年の後にボルシェヴィキを支持するアナーキストに対立し、ドイツで拡張するナチズムに反対するリバタリアン社会主義（libertarian socialist）を指揮した。

### ニューヨーク
1933年にロッカーは、新たなナチ政権の追及から逃れるために、再びドイツを去りアメリカ合衆国に入植する。そこで彼は演説家として、著述家として、「ファシズムとコミュニズムという悪しき双子」とたたかうことに熱意を注ぐ彼の仕事を続ける。人生の最後の二十年間を彼は、ニューヨークのクロンポンド（Crompond）地区にあるモヒガン族のコミュニティの指導的人物として活躍し、その死までずっと、合衆国でもっとも著名なアナーキストとして君臨した。ロッカーは第二次世界大戦のときに連合国を支持したため、何人かの旧友と仲違いしたが、ピョートル・クロポトキンや、ナポリ出身のアナキストエッリーコ・マラテスタとならんで、歴史に記録されるアナキストとなった。

## 著作
ロッカーはイディッシュ語とドイツ語の両言語で非常に多くの公演と著作活動を行い、無数の記事とパンフレット、何冊かの本を生産した。彼の著作の多くはスペイン語 に訳され、ラテンアメリカに広く流布したが、英語、そしてもちろん日本語で読めるものは少ない。
- 『共産主義国家の崩壊』（Der Bankerott des russischen Staatskommunismus）、Verlag Der Syndikalist、1921年、ベルリン。再版: ルドルフ・ロッカー、エマ・ゴールドマン『ボルシェヴィズム: 革命の国有化』（Der Bolschewismus: Verstaatlichung der Revolution）、地下出版（後にKramer Verlag）、ベルリン、1968年。
- 『あるドイツ人アナーキストの回想』（Aus den Memoiren eines deutschen Anarchisten）、M.Melnikow/H.P.Duerr編集、ズーアカンプ社、フランクフルト、1974年。
- 『ナショナリズムと文化』（Nationalismus und Kultur）、Heiner M. Becker編集、ミュンスター、1999年。
- 『西洋の決定』（Die Entscheidung des Abendlandes）二巻、1949年、ハンブルク（そのタイトルは、後に『ナショナリズムと文化』として出版される新刊と同じ議論が扱われている）。
- 『アナルコ・サンディカリズム』（Anarcho-Syndicalism）、ロンドン、1938年。。（Pluto Press、London、1989の版はノーム・チョムスキーの推薦文とニコラス・ウォルターの序文が掲載されている）。
- 『エッセー集』（Aufsatzsammlung）一巻: 1919-1933 <とくに次の論文「軍事兵器はもうたくさん！」（'Keine Kriegswaffen mehr!', Erfurt 1919）が収録されている)>; 二巻: 1949-1953、Verlag Freie Gesellschaft、フランクフルト、1980年。
- 『ヨハン・モスト―ある反逆者の一生』（Johann Most - Das Leben eines Rebellen）、Verlag Der Syndikalist、ベルリン、1924年。

## 参考サイト
1. ↑  Fermin Rocker eastlondonhistory.com retrieved 8 September 2006